# New York Jets
Los New York Jets (en español, Jets de Nueva York) son un equipo profesional de fútbol americano de los Estados Unidos con sede en el área metropolitana de Nueva York. Compiten en la División Este de la Conferencia Americana (AFC) de la National Football League (NFL) y disputan sus encuentros como locales en el MetLife Stadium, ubicado en la ciudad de East Rutherford, Nueva Jersey.
El equipo fue fundado en 1959 como los Titanes de Nueva York, un miembro original de la Liga de Fútbol Americano (AFL); más tarde, la franquicia se unió a la NFL en la fusión AFL-NFL en 1970. El equipo comenzó a jugar en 1960 en el Polo Grounds. El nombre actual fue adoptado en 1963 y la franquicia se trasladó al Shea Stadium en 1964 y luego al Meadowlands Sports Complex en 1984. Los Jets avanzaron a las eliminatorias o playoffs por primera vez en 1968 y pasaron a competir en el Super Bowl III, donde derrotaron a los Baltimore Colts, convirtiéndose en el primer equipo AFL en derrotar a un club de la NFL en un AFL-NFL World Championship Game. Desde 1968, los Jets han llegado trece veces a las eliminatorias, y cuatro veces a la final del Campeonato de la AFC, siendo la más reciente contra los New England Patriots en 2009 y Pittsburgh Steelers en 2010. Sin embargo, los Jets no han llegado nunca más al Super Bowl desde los años 1960.
El centro de entrenamiento del equipo, Atlantic Health Jets Training Center, abrió sus puertas en 2008 y está ubicado en Florham Park (Nueva Jersey). El equipo lleva a cabo en él su campamento de entrenamiento anual.

## Historia
Harry Wismer, un locutor estadounidense que actuó como representante de la ciudad de Nueva York, proclamó, en la reunión mantenida con la American Football League (AFL) el 14 de agosto de 1959, que el estado estaba listo para acoger a otro equipo profesional de fútbol americano. A Wismer le fue concedida una licencia de equipo para el equipo que posteriormente sería conocido como los New York Titans. Wismer señaló que «los Titanes son más grandes y más fuertes que los Gigantes».
Pero el equipo tuvo problemas financieros en sus primeros tres años de vida, agravándose mes a mes hasta que en 1962 la liga tuvo que asumir la deuda de los Titanes hasta el final de la temporada. Este hecho hizo que un grupo inversor formado por cinco hombres, encabezados por Sonny Werblin, salvaran al equipo de la bancarrota comprándolo por 1 millón de dólares. Werblin renombró el equipo al actual New York Jets, ya que el Estadio Shea estaba cerca del Aeropuerto LaGuardia.

### Era Weeb Ewbank (1963-1973)
Tras el cambio de nombre, los Jets contrataron a Weeb Ewbank como gerente general y entrenador. Ewbank llegó procedente de la liga rival; la National Football League (NFL). Llegaba a los Jets habiendo sido campeón de la NFL con los Baltimore Colts en 1958 y 1959, y siendo nombrado Entrenador del Año en 1958.
En el draft de la AFL de 1965, los Jets escogieron a Joe Namath en la primera ronda (puesto 1). Con él como quarterback y bajo las órdenes de Ewbank, los Jets ganaron los títulos de división en las temporadas 1968 y 1969, para posteriormente ganar el título de liga frente a los Oakland Raiders 27-23, y la Super Bowl III frente a los Baltimore Colts 16-7, en 1968. En 1969, los Jets perdieron ante los Kansas City Chiefs en los playoffs divisionales.

### Era Rex Ryan (2009-2014)
Rex Ryan llegó a los Jets en enero de 2009, reemplazando a Eric Mangini.
Con Ryan, los Jets llegaron a playoffs en sus dos primeras temporadas. En 2009, los Jets vencieron a los Cincinnati Bengals y San Diego Chargers en Wild Cards y divisionales, respectivamente, para luego caer en el campeonato de la AFC frente a los Indianapolis Colts. En la siguiente temporada, volvieron a repetir el proceso ante Colts y New England Patriots, cayendo esta vez ante los Pittsburgh Steelers en el campeonato de la AFC.
Acumulando un récord de 46 victorias y 50 derrotas, Ryan fue despedido el 29 de diciembre de 2014, a pesar del deseo de sus jugadores de que siguiera. Desde su marcha, los Jets no han vuelto a clasificarse para playoffs.

## Estadio

### MetLife Stadium
Harry Wismer buscó un estadio para que el equipo jugará sus partidos en casa, pero solo consiguió asegurar el maltrecho Polo Grounds, que no había tenido un inquilino importante desde que los New York Giants abandonaran el estadio en 1957. Los Titans (llamados así por entonces) jugaron su primeras cuatro temporadas en el estadio -en la última temporada fueron renombrados a los actuales Jets-.

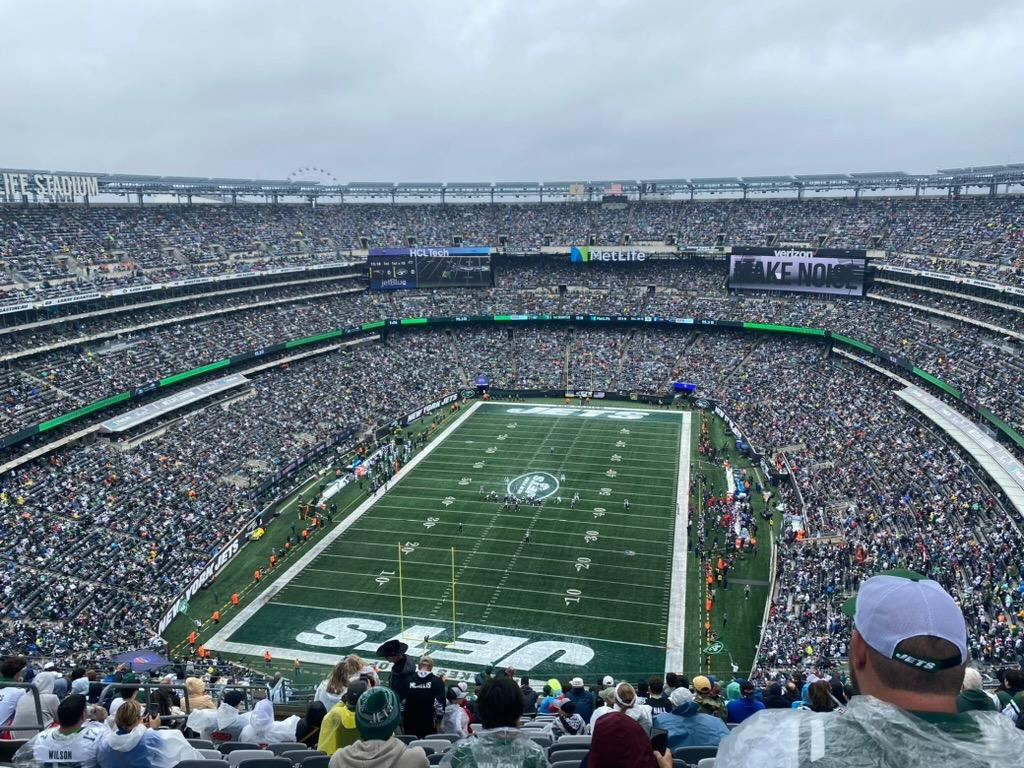
Estadio MetLife Stadium, con localia para los Jets.

De 1964 a 1983, los Jets jugaron en el Shea Stadium. Los Jets jugaron 20 años en este estadio, y, durante este lapso de tiempo, el equipo consiguió sus mejores logros hasta día de hoy.
Desde 1984, los Jets comparten estadio con sus rivales: los New York Giants. Los Jets se mudaron al Giants Stadium, donde los Giants ya llevaban jugando desde 1976 y, desde 2009, comparten el MetLife Stadium.

## Jugadores

### Números retirados
| Números retirados de New York Jets |               |            |         |
| Núm.                               | Jugador       | Posic.     | Temp.   |
| 12                                 | Joe Namath    | QB         | 1965–76 |
| 13                                 | Don Maynard   | WR         | 1960–72 |
| 28                                 | Curtis Martin | RB         | 1998–05 |
| 73                                 | Joe Klecko    | DL         | 1977–87 |
| 90                                 | Dennis Byrd   | DL         | 1989–92 |
| –                                  | Weeb Ewbank   | Entrenador | 1963–73 |

### Salón de la Fama
| Salón de la Fama de New York Jets |                     |                            |                 |           |
| Núm.                              | Nombre              | Posición                   | Temporada(s)    | Inducción |
| –                                 | Sammy Baugh         | Entrenador                 | 1960–61         | 1963      |
| –                                 | Bulldog Turner      | Entrenador                 | 1962            | 1966      |
| –                                 | Weeb Ewbank         | Entrenador                 | 1963–73         | 1978      |
| 12                                | Joe Namath          | Quarterback                | 1965–76         | 1985      |
| 13                                | Don Maynard         | Wide receiver              | 1960–72         | 1987      |
| 44                                | John Riggins        | Running back               | 1971–75         | 1992      |
| 42                                | Ronnie Lott         | Defensive back             | 1993–94         | 2000      |
| 81                                | Art Monk            | Wide receiver              | 1994            | 2008      |
| 28                                | Curtis Martin       | Running back               | 1998–05         | 2012      |
| –                                 | Bill Parcells       | Entrenador Gerente general | 1997–99 1997–00 | 2013      |
| –                                 | Ron Wolf            | Personal del jugador       | 1990–91         | 2015      |
| 4                                 | Brett Favre         | Quarterback                | 2008            | 2016      |
| 21                                | LaDainian Tomlinson | Running back               | 2010–11         | 2017      |
| 99                                | Jason Taylor        | Linebacker                 | 2010            | 2017      |